# Franz Gockel

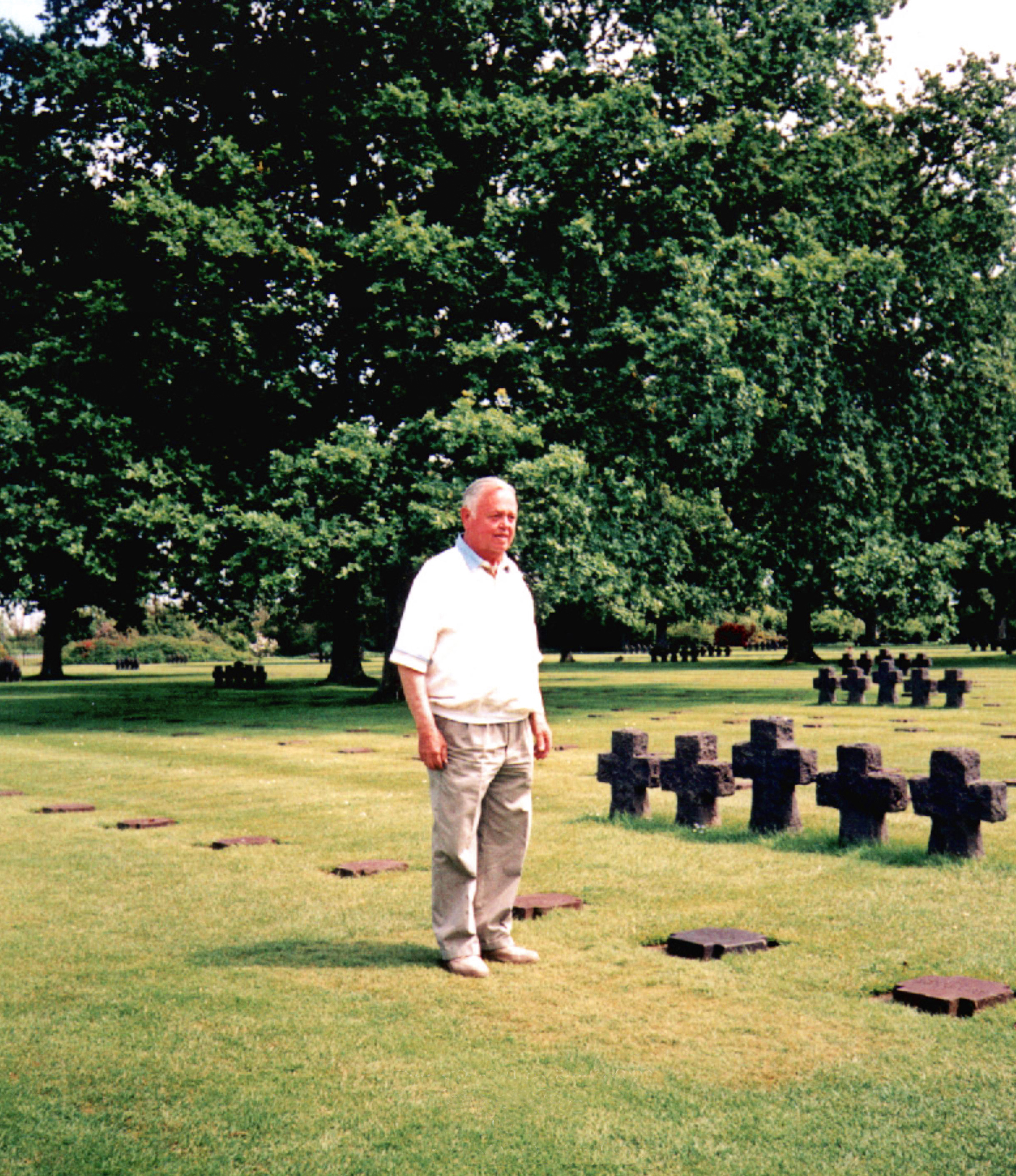
Franz Gockel auf der deutschen Kriegsgräberstätte in La Cambe (2003)

Franz Gockel (* 30. Dezember 1925 in Niederense (Ense); † 22. November 2005  in Rhynern) war ein deutscher Dachdecker. Als Soldat der Wehrmacht überlebte er den D-Day. Er widmete sein Leben der Versöhnung ehemaliger Kriegsgegner.

## Leben
Gockel, dessen Vater ebenfalls Franz Gockel hieß, war der älteste Sohn einer Dachdeckerfamilie mit sieben Kindern. In Rhynern ging er mit 14 Jahren in die Lehre als Dachdecker und wurde 1943 eingezogen. Nach einem Aufenthalt in einem Ausbildungslager wurde er in die Normandie versetzt. Gockel war Maschinengewehrschütze des Infanterieregiments 726 der 716. Infanteriedivision am von den Alliierten Omaha Beach genannten Strandabschnitt, als die Operation Overlord (Operation Neptune) stattfand. Das Widerstandsnest 62 lag an der Grenze zwischen den Abschnitten Easy Red und Fox Green vor Colleville-sur-Mer. Zusammen mit Gockel befanden sich dort mit Hans Warnecke und Heinrich Severloh noch zwei weitere deutsche Soldaten, die die Invasion in der Normandie überlebten und kurz darauf in amerikanische Gefangenschaft gerieten.
Gegen 14:00 Uhr traf Gockel ein Schuss an der linken Hand und er musste sich zum Kompaniebunker in Colleville durchschlagen. Von dort wurde er ins Lazarett nach Balleroy überführt und kam kurz darauf zurück nach Deutschland.
Zitat aus einem Brief, den Gockel am 10. Juni 1944 an seine Eltern schrieb:

„Dann begann das Morden. Es wurde geschossen, was die Läufe nur hielten. Bald lag der ganze Strand voll von Amerikanern. Auch viele Unverletzte blieben auf dem Sand liegen. Aber als das Wasser kam, mußten auch sie weiter. Dabei wurden sie abermals von uns unter Feuer genommen. […] Wir konnten es gar nicht begreifen, daß die in dem Feuerhagel trotz ihrer schweren Verluste immer wieder kamen. […] Die hundertfache Übermacht hat wohl jeder von uns beseitigt. Ich habe mit meinem Gewehr über 400 Schuß verschossen. Und das auf die günstige Entfernung von 100 bis 250 Meter.“

Franz Gockel, der seine Erlebnisse in der Normandie anfangs verdrängte, ging in seinen alten Beruf zurück und beendete 1950 seine Ausbildung zum Dachdeckermeister. 18 Jahre später übernahm er den elterlichen Betrieb und baute ihn erheblich aus. Er erhielt zahlreiche Ehrungen, war Obermeister der Dachdeckerinnung und am Aufbau der Dachdecker-Einkaufsgenossenschaft beteiligt.
Um seine Erlebnisse während der Invasion zu verarbeiten, kehrte Franz Gockel 1958 in die Normandie zurück und wandte sich an die ihm bekannten französischen Familien, die ihn herzlich begrüßten. In Colleville wurde er vom Bürgermeister empfangen und in der Folge engagierte sich Gockel für die deutsch-französische und deutsch-amerikanische Versöhnung. Er flog öfter auf Einladung von amerikanischen Veteranenvereinen zu Treffen in die USA und pflegte regen Schriftverkehr mit ehemaligen amerikanischen GIs, die am Omaha Beach überlebt hatten. Fast jedes Jahr am 6. Juni begab er sich zu den Gedenkfeiern in der Normandie.
Von seinen Erlebnissen berichtete er kurz vor seinem Tod in diversen Produktionen des ZDF. Mitte 2005 verschlechterte sich Gockels Gesundheitszustand, am 22. November 2005 verstarb er im Alter von 79 Jahren an den Folgen seines Diabetes mellitus.

## Ehrungen
- Ehrenbürger von Colleville
- Bundesverdienstkreuz am Bande (13. April 1992)[1]

## Schriften
- Das Tor zur Hölle – Omaha Beach 6. Juni 1944. Hirle, Straßburg 2004, ISBN 2-914729-24-3.